# Alexander H. Bailey

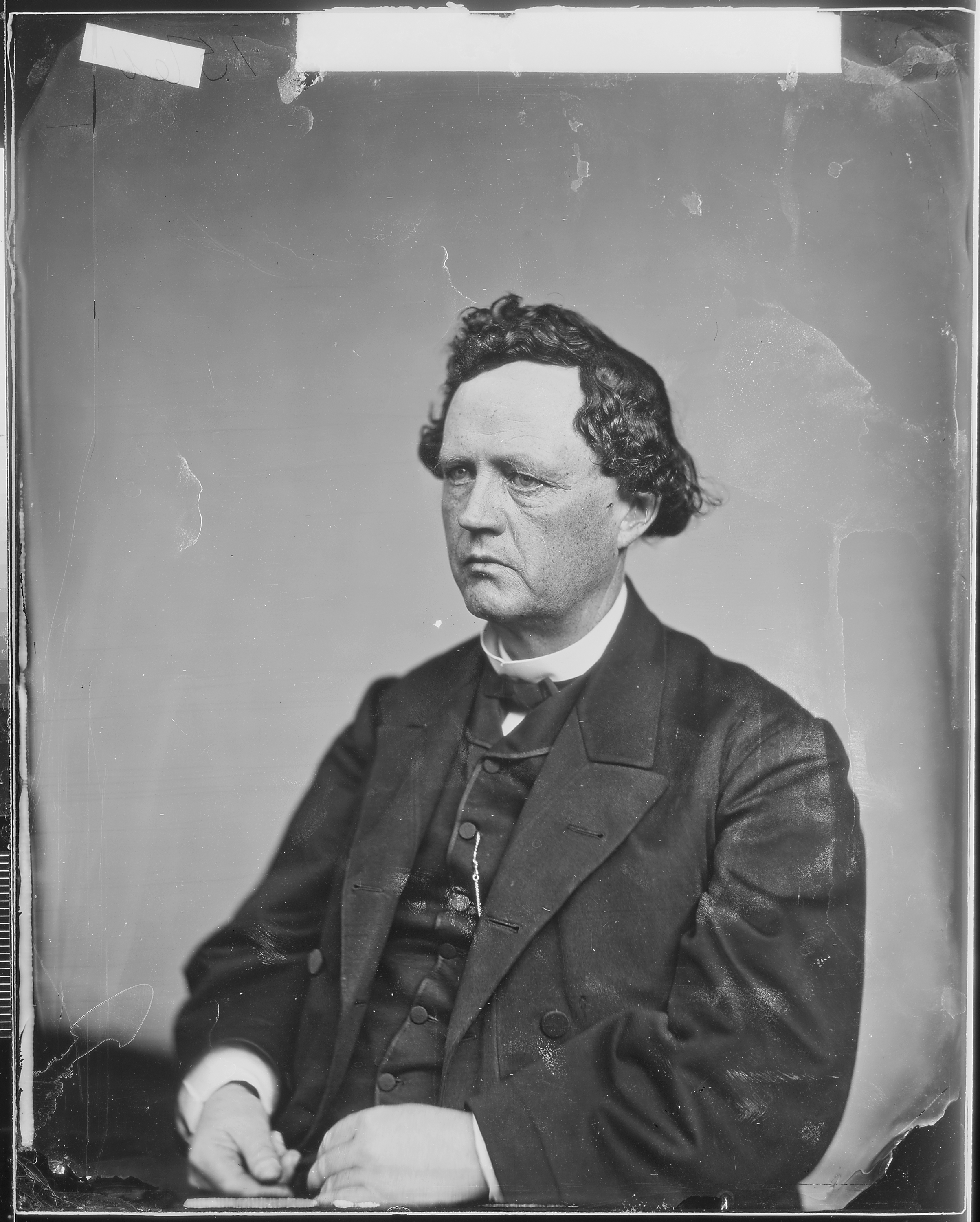
Alexander H. Bailey

Alexander Hamilton Bailey (* 14. August 1817 in Minisink, New York; † 20. April 1874 in Rome, New York) war ein US-amerikanischer Jurist und Politiker. Zwischen 1867 und 1871 vertrat er den Bundesstaat New York im US-Repräsentantenhaus.

## Werdegang
Alexander Hamilton Bailey wurde ungefähr zweieinhalb Jahre nach dem Ende des Britisch-Amerikanischen Krieges im Orange County geboren. 1837 graduierte er am Princeton College. Er studierte Jura. Nach dem Erhalt seiner Zulassung als Anwalt begann er zu praktizieren. Zwischen 1840 und 1842 arbeitete er als Prüfer (examiner) am Court of Chancery vom Greene County. Er war vier Jahre lang Friedensrichter in der Town von Catskill. 1849 saß er in der New York State Assembly. Er war zwischen 1851 und 1855 Richter im Greene County. Dann zog er 1856 nach Rome im Oneida County, wo er weiter als Jurist tätig war. Zwischen 1861 und 1864 saß er im Senat von New York. Seine Zeit im Senat war überschattet vom Bürgerkrieg. Politisch gehörte er der Republikanischen Partei an.
Er wurde in einer Nachwahl im 21. Wahlbezirk von New York in den 40. Kongress gewählt, um dort die Vakanz zu füllen, die durch den Rücktritt von Roscoe Conkling entstand. Seine Amtszeit begann am 30. November 1867. Er wurde einmal wiedergewählt. Da er auf eine erneute Kandidatur im Jahr 1870 für den 42. Kongress verzichtete, schied er nach dem 3. März 1871 aus dem Kongress aus.
1871 wurde er zum Richter am Oneida County Court gewählt – eine Stellung, die er bis zu seinem Tod am 20. April 1874 in Rome innehatte. Sein Leichnam wurde auf dem Rome Cemetery beigesetzt.